# Möwe (DJ-Duo)
Möwe (Eigenschreibweise: MÖWE) ist ein österreichisches DJ-Duo aus Wien.

## Geschichte

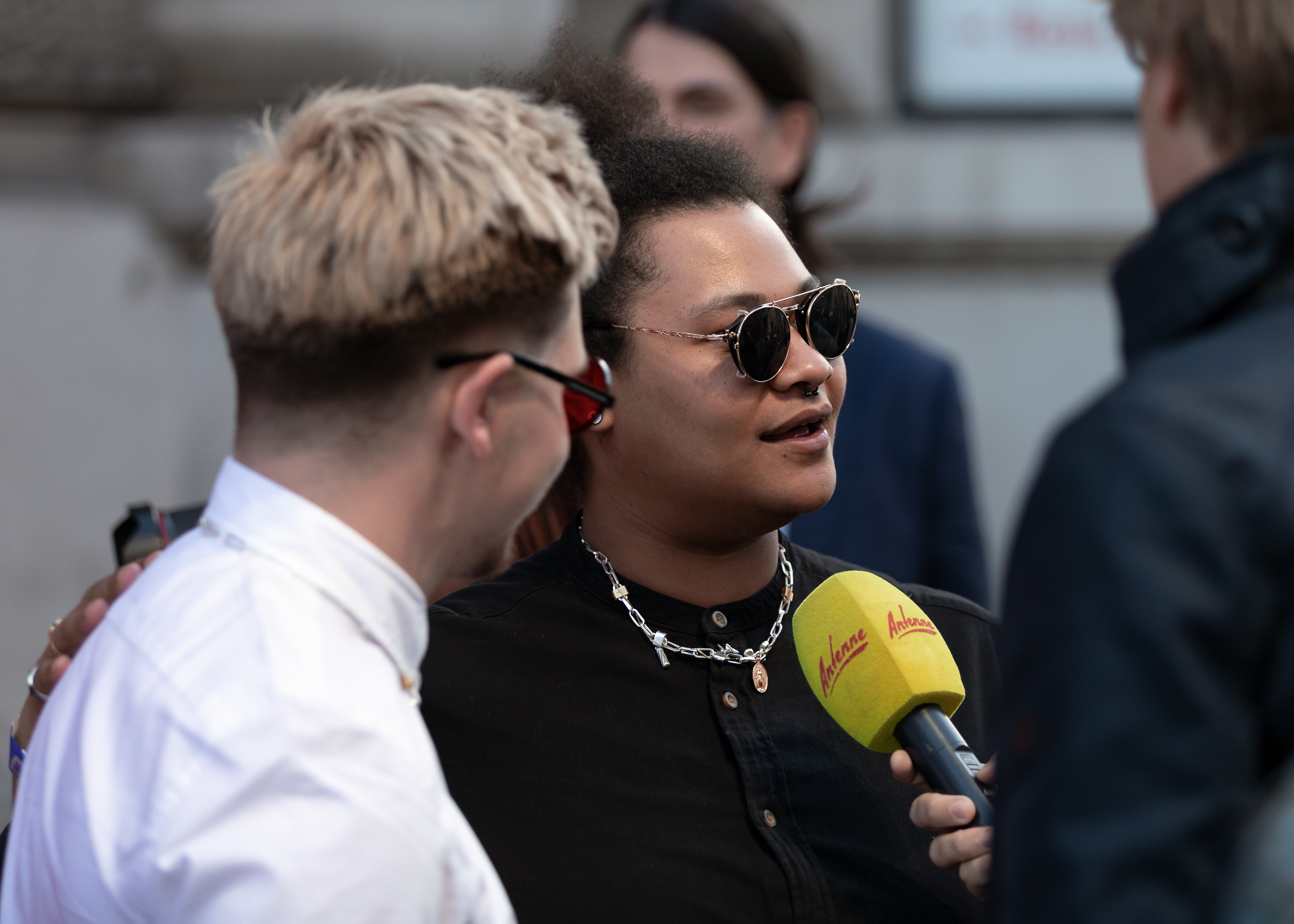
Ebietoma (Bildmitte) und Martinuzzi (links) im April 2019 bei der Amadeus-Verleihung 2019

Möwe besteht aus Melanie Ebietoma und Clemens Martinuzzi. Ebietoma spielte in einer Indie-Rockband und traf bei der Suche nach einem neuen Bassisten auf Martinuzzi. Nachdem sich die Band im August 2012 aufgelöst hatte, begannen die beiden eigene Musik zu produzieren. Ihren Mix aus Indie und Dream-Pop bezeichneten sie selbst als „Dreamdie“. Das Projekt Möwe gründete sich am 10. Januar 2013. Im Jahr 2013 veröffentlichte das Duo die Single Blauer Tag, die ihnen erste Aufmerksamkeit einbrachte und zu Booking-Anfragen aus Deutschland führte. 2014 wurde Möwe beim Musiklabel Stil vor Talent unter Vertrag genommen.
Im November 2016 veröffentlichte das Duo auf dem Plattenlabel Armada Music sein erstes Album, das den Titel Back In The Summer trägt. Die am 19. Mai 2017 veröffentlichte Single Skyline erreichte Platz 66 in den österreichischen Musikcharts. Ende März 2018 veröffentlichte Möwe gemeinsam mit Sam Feldt und Karra die Single Down For Anything auf dem Label Spinnin’ Records. Ende April 2018 wurde das Duo bei der Amadeus-Verleihung in Wien in der Kategorie Electronic / Dance ausgezeichnet.

## Auszeichnungen
- Amadeus-Verleihung 2018 – Auszeichnung in der Kategorie Electronic / Dance[6]

## Diskografie

### Alben
- 2016: Back in the Summer

### Singles
- 2013: Blauer Tag
- 2013: The Sun
- 2014: Seven Days
- 2014: Inside
- 2015: Chasing Clouds
- 2015: Lovers Friends (mit Daniel Nitt)
- 2016: Your Skin (feat. Bright Sparks)
- 2016: The Walk
- 2016: Back in the Summer (feat. Cleah)
- 2017: Boy Oh Boy (feat. Jerry Williams)
- 2017: One Love
- 2017: Skyline
- 2018: Around the World (feat. Lisa Pac)
- 2018: Who’s to Blame
- 2018: Down for Anything (mit Sam Feldt feat. Karra)
- 2018: This One’s For You (feat. Abi F Jones)
- 2018: Insane (mit Sibbyl)
- 2018: Down by the River (feat. Emy Perez)
- 2019: If I Ain’t Got You (mit RØRY)
- 2019: Lost In Amsterdam (feat. Eskeemo)
- 2020: Talk to Me (Sam Feldt Edit) (feat. Conor Maynard & RANI)
- 2020: Game (mit Vamero)
- 2020: Untz (mit Miles Hi)
- 2020: Can’t Stop (Tu Ru Tu) (mit 3Angle feat. Norah B.)